# 50

## Evenimente
- Imperiul Roman, perioada Principatului: 
  - Împărat: Claudius.
  - Consuli: Gaius Antistius Vetus și Marcus Suillius Nerullinus.
  - Populația Romei a ajuns la 1 milion de locuitori.
  - Împăratul Claudius l-a adoptat pe fiul Agripinei Minor Iulia, Lucius Domitius Ahenobarbus, sub numele de Nero și l-a numit moștenitor.

## Nașteri
- Cai Lun, eunuc chinez, inventator al hârtiei (d. 121)

## Decese
- Aulus Cornelius Celsus, 75 ani, filosof și medic roman (n. 25 î.Hr.)